# Autobuss Debesīs
Autobuss Debesīs (дословно «Автобус в небесах», также используется английский вариант названия — Bus in the Sky) — латвийская поп-рок-группа, получившая известность благодаря песням композитора Иманта Калниньша, который является отцом солиста группы — Марта Кристиана Калниньша.

## История

### Создание (1998—2000)
Группу в 1998 году создали двое бывших товарищей по школе — Мартс Кристианс Калниньш и Эмилс Зилбертс, скоро к ним присоединились ещё двое друзей — Эрвингс Знотиньш и Армандс Трейлихс, а затем и гитарист Андрейс Гриммс. В следующем году в коллективе появился виолончелист — Карлис Аузанс. В 1999 году вышел первый альбом группы на кассете «Viņa pastarā diena» («Его последний день») с музыкой Иманта Калниньша на стихи Виктора Калныньша. Самой популярной песней с этого альбома стала композиция «Sitiet bungas» («Бейте в барабаны»).

### Начало (2001—2003)
В 2001 году вышел первый полноформатный альбом группы «Logs puspavērts» («Окно полуоткрыто»), разошедшийся тиражом 16 000 экземпляров. Из этого альбома стали популярными песни «Autobuss Debesīs» и «Ir tikai tveice». В этом же году группу покинул гитарист Андрейс Гриммс, вместо которого пришёл Андрис Дзенис.
В 2002 году вышел третий альбом группы «Domā par mani» и его «международная» английская версия — «Think Of Me». В 2003 году Autobuss Debesīs начали сами писать музыку и выпустили новые песни.

### Концертный тур с песнями Иманта Калниньша (2004—2007)
В 2004 году вышел четвёртый по счёту студийный альбом группы, полностью написанный самими участниками — «Taureņiem, kaijām un spārēm» («Бабочкам, чайкам и стрекозам»).
В 2005 Autobuss Debesīs на какое-то время ударяются в классическую музыку и дают более 20 концертов по всей Латвии. В этом же году у группы было большое девятимесячное концертное турне в США, а также они посетили с концертами Европу: Германию, Польшу и Финляндию.
В 2006 году вышел шестой студийный альбом группы под названием «Par tavām kurpju šņorēm» («О шнурках твоих туфель»). Самый популярный хит — композиция «Tā pudele» — получила своё воплощение в видеоклипе.
2007 год ознаменовался выпуском альбома «Imanta Kalniņa dziesmu spēles», в котором насчитывалось 15 треков — фактических переизданий песен великого композитора.

### Театр, проекты и юбилей группы (2009—2014)
В 2009 году группа в полном составе приняла участие в популярном телешоу латвийского телевидения «Dziedi ar zvaigzni» («Спой со звездой»), где солист Мартс Кристианс Калниньш исполнял композиции совместно с актрисой Рижского русского театра Вероникой Плотниковой.
Выступление группы, носившее название «Mīlestības vārds» («Слово любви»), было признано лучшим по оценкам жюри.
В этом же году коллектив принял участие в постановке рок-оперы композитора Иманта Калниньша «Ei, jūs tur» («Эй, вы там»).
15-летний юбилей группы пришелся на 2012 год. «Autobuss debesīs» отметили его с большим размахом, отыграв концерты по всей Латвии.
В 2013 году группа выпустила композицию-сингл на стихи известного поэта Иманта Зиедониса — «Bez milestības nedzivojiet» («Без любви не живите»).

## Участники группы

### Состав группы в настоящий момент
- Мартс Кристианс Калниньш — вокал, клавишные
- Эмилс Зилбертс — барабаны
- Армандс Трейлихс — бас-гитара
- Карлис Аузанс — виолончель
- Андрис Дзенис — гитара

### Бывшие участники
- Андрейс Гриммс — гитара
- Эрвингс Знотиньш — клавишные